# Atchim & Espirro
Atchim & Espirro é uma dupla brasileira de palhaços que fez sucesso na década de 1980 com programas infantis.

## Carreira
A dupla é formada pelos atores-multiartistas Eduardo dos Reis (Atchim) e Carlos Alberto de Oliveira (Espirro). Eduardo, que já adotava a alcunha Atchim, teve contato com o ensino das artes circenses na Associação Piolin de Artes Circenses, enquanto Carlos Alberto atuava com seu filho sob o nome de "Janela e Janelinha". E foi aí que eles se conheceram no show em 1982. Carlos Alberto dizia pro Eduardo dos Reis que ia ter um teste para um especial de Flávio Cavalcanti com palhaços na Bandeirantes e não deu certo.
Em 1983, a Rede Gazeta de Televisão contratou o apresentador Wandeko Pipoka e realizou vários testes com palhaços de todo o Brasil para compor o elenco das esquetes de humor ao lado de Wandeko no programa humorístico-infantil "A Turma da Pipoca". Quando o infantil ia ser reformulado, Eduardo e Carlos Alberto (ainda como Janela) foram aprovados e aproveitados e, através do programa, resolveram montar a dupla. O personagem de Carlos Alberto foi rebatizado como Espirro. Atchim e Espirro receberam cartas de todas as idades, que queriam conhecer, ver o programa e gostar de palhaços. Com desentendimento do Wandeko com a direção da emissora,  o diretor Guilherme Araújo deu ao Atchim e o Espirro, a continuação do programa, nascendo assim, o "Brincando na Paulista". 
Em 1985, conseguiram seu próprio programa na emissora: "Brincando na Paulista", exibido às tardes, de segunda a sexta-feira, aos sábados e aos domingos, para algumas poucas cidades do estado de São Paulo. O programa humorístico-infantil misturava programas de auditório com crianças, esquetes de humor, sorteios, brincadeiras, desenhos e, músicas. Entretanto, as constantes participações em outros programas, como "Xou da Xuxa" (Rede Globo) e "Bozo" (SBT) começaram dar visibilidade nacional à dupla. 
Na Gazeta, apresentaram também o programa "Boa Tarde Criançada" e permaneceram na emissora durante quatro anos. De 1985 a 1988, lançaram um compacto duplo e quatro LPs, os quais contêm seus principais hits, como “Circo da Alegria”, “A Dança do King Kong”, “King Kong e seu King Konguinho” e “A Dança do Elefantinho”.
Foram contratados pela Bandeirantes e, em 2 de janeiro de 1989, estrearam o programa "Circo da Alegria", nos mesmos moldes do "Brincando na Paulista". O LP da dupla foi lançado no mesmo ano. A dupla se separou em 9 de março de 1990, após divergências. 
Depois de separar do Espirro, Atchim teve seu próprio programa infantil na Record TV, chamado "Atchim & Cia", mas durou por pouco tempo. Retornou brevemente à atividade com Espirro em 1998, no lançamento do álbum “Atchim & Espirro”, uma compilação de antigos hits com algumas novas canções. Houve uma briga, diga-se não uma briga, mas um desentendimento sério, por causa da separação, mas quando voltou ele era mais velho e o Espirro também.
Houve novo rompimento em 2005, mas sem divergências. A dupla seguiu caminhos diferentes. O reencontro só se daria em 2012, quando a dupla retornou com a proposta de transformar seus hits em versões de rap e hip hop, porém visando o público infantil. Um vídeo de um clipe postado no YouTube fez, alcançando dois milhões de acessos em cinco dias.
 O single “A volta” foi composto por Rincón Sapiência e Fernandinho Beat Box, com arranjos e produção musical de Tejo Damasceno.
No dia 12 de outubro de 2012, o show “A Volta” no HSBC Brasil em SP marcou o início da nova turnê e o lançamento do novo CD “Casa de Chocolate”. A dupla lançou também o seu primeiro DVD: “Atchim & Espirro e A Turma da Casa de Chocolate”, com participação da também dupla de palhaços Patati Patatá. Emocionados com a mensagem da Xuxa no show, eles cantaram as músicas da própria eterna rainha dos baixinhos.
Desde então, a dupla produz videos em seu canal para o YouTube. Em 2015, foi lançado o DVD "Cantigas de Roda".
Em 2016, Atchim ingressou na carreira política como candidato a vereador pelo Partido Republicano Brasileiro, obtendo 1.123 votos, o que representava 0,02% do total de votos válidos da capital paulista.
O Atchim alugava enfeites de festas e era produtor e diretor de teatro. Espirro montou um espaço para festas de crianças nos shoppings, chamado "Clubinho do Espirro". Atualmente, Atchim e Espirro fazem shows e de vez em quando eles se apresentam nos programas de Rádio e TV.
Em 2020 e 2021, muitas novidades: Novos shows, figurinos, novas agendas de shows e etc.

## Discografia

### Álbuns de estúdio
| Ano  | Álbum                                           | Gravadora            |
| ---- | ----------------------------------------------- | -------------------- |
| 1986 | Atchim & Espirro (1986)                         | Peralta/RGE          |
| 1987 | Atchim & Espirro (1987)                         | RGE                  |
| 1988 | Atchim & Espirro (1988)                         | RGE                  |
| 1989 | Atchim & Espirro (1989)                         | RGE                  |
| 2001 | 28 Cantigas de Roda com Atchim & Espirro        | InterCD Records      |
| 2002 | Natal da Alegria com Atchim & Espirro           | Sky Blues Music      |
| 2012 | Atchim & Espirro e A Turma da Casa de Chocolate | ArtMix/Maynard Music |

### Coletâneas
| Ano  | Álbum                   | Gravadora     |
| ---- | ----------------------- | ------------- |
| 1998 | Atchim & Espirro (1998) | RGE/Som Livre |

### Singles
| Ano  | Álbum                                          | Gravadora |
| ---- | ---------------------------------------------- | --------- |
| 1986 | A Dança Do Elefantinho/Faça Uma Criança Sorrir | RGE       |

## Videografia

### DVDs
| Ano  | DVD                                             | Gravadora |
| ---- | ----------------------------------------------- | --------- |
| 2012 | Atchim & Espirro e A Turma da Casa de Chocolate |           |
| 2015 | Cantigas de Roda                                |           |

## Programas de televisão
| 1982 - 1983 | Programa Flávio Cavalcanti Especial - Palhaços              | Rede Bandeirantes de Televisão |   |                                                               |                            |
| 1983 - 1988 | A Turma da Pipoca/Brincando na Paulista/Boa Tarde Criançada | TV Gazeta                      |   |                                                               |                            |
| 1989 - 1990 | Circo da Alegria                                            | Rede Bandeirantes de Televisão | - | 1990 - " Reino Encantado do Espirro " , com o palhaço Espirro | Rede Manchete de Televisão |
| 1990 - 1991 | Atchim & Cia, com o palhaço Atchim                          | Rede Record de Televisão       |   |                                                               |                            |
| 2012 - 2013 | Circo do Atchim & Espirro                                   | Rede Brasil de Televisão       |   |                                                               |                            |
| 2015 - 2016 | Pequenos Brilhantes                                         | RedeTV!                        |   |                                                               |                            |

## Prêmios e indicações

### Prêmio da Música Brasileira
| Ano  | Categoria       | Indicação            | Resultado |
| ---- | --------------- | -------------------- | --------- |
| 1989 | Música infantil | "O Circo da Alegria" | Indicado  |